# 노관
노관(盧綰, 기원전 256년 ~ 기원전 194년)은 한나라의 장수이자 제후왕이다. 한 고조의 친구로 고조의 통일 전역에 종군하였고 친분에 의지하여 연왕이 되었으나, 의심을 품고 모반하여 흉노에 투항했다.

## 사적
노관은 전한 고조 유방과 같은 마을 사람으로, 노관의 아버지와 고조의 아버지가 친한 데다 본인들도 같은 해 같은 날에 태어나 함께 자라나 매우 친했다. 고조가 아직 거병하기 전부터 고조와 출입을 같이 했고, 고조가 기의하자 객으로써 항상 따랐다. 고조가 한왕이 되자 장군이 되어 항상 고조를 시중했다. 고조 2년(기원전 205년), 고조가 항우와 싸울 때에는 태위가 되었고, 장안후(長安侯)에 봉해졌다. 고조 3년(기원전 204년), 항우에게 몇 차례 패배한 고조가 한신의 군사를 얻어 지구전을 펼치면서, 노관과 고조의 종형 유고에게 따로 군사를 주어 팽월을 도와 서초의 군자를 불태우게 했다.고조는 다른 신하보다 노관을 더 총애했다. 한 5년(기원전 202년), 항우가 격파당하자 노관은 유고와 함께 임강왕 공위를 공격해 임강을 멸망시켰고(다만 임강왕을 사로잡고 군신들의 항복을 받은 것은 근흡이다), 돌아와서는 연왕 장도의 반란을 진압하는 데 종군했다. 고조는 노관을 왕으로 세우고 싶었으나 중론을 꺼렸고, 마침 장도가 노관에게 항복하자 고조의 마음을 짐작한 신하들의 추천으로 노관은 장도를 대신해 연왕이 되었다.
고조 11년(기원전 196년), 진희(陳稀)가 반란을 일으키자 고조와 협력하여 진희를 협공했다. 이때 진희와 각각 흉노에 자기 편을 들어주도록 청했는데, 노관의 사신인 장승은 흉노에 망명한 옛 연왕 장도의 신하들의 권유, 곧 한나라를 위급하게 해 연나라를 안정시키라는 말을 따라 도리어 흉노에게 진희를 편들게 했다. 노관은 장승이 흉노와 짜고 반란한 줄 알고 장승을 주멸하도록 상주했으나, 장승의 말을 듣고 오히려 이를 옳다고 여겨 흉노와 사신을 교환하고 진희에게도 범제(范齊)를 보내 은밀히 손을 잡았다. 고조 12년(기원전 195년), 진희의 장수가 투항해 노관이 진희와 교계하고 있음을 알리자 고조는 노관을 소환했으나, 노관은 칭병하고 나아가지 않았다. 이때 측근에게 한 말에 따르면, 노관은 당시 고조가 병들어 고황후가 정치하며 성이 다른 제후왕(한신, 팽월, 경포 등)들을 주멸하고 있음을 두려워했다. 고조가 노관에게 보낸 심이기와 흉노에서 투항한 사람들이 각각 노관의 계획을 전하자, 고조는 노관의 반역을 확신해 분노하여 번쾌를 보내 연나라를 공격했다. 번쾌는 노관의 승상 저(抵)를 계남에서 격파했으나, 중도에 모함을 받아 소환되고 주발이 번쾌를 대신하여 노관을 공격하여 노관의 백관들을 사로잡고 여러 차례 노관의 군사를 격파했으며 장성까지 이르렀다. 노관은 자기 사람들과 함께 성 아래로 나와 고조가 쾌차하면 투항하겠다고 했으나, 고조는 병이 낫지 못하고 4월에 죽어 혜제가 뒤를 이으니 노관은 흉노에 투항했다. 묵돌은 노관을 동호(東胡)의 노왕(盧王)으로 삼았으나, 노관은 못내 한나라로 돌아올 생각을 품다가 1년여 후에 죽었다. 한편 노관이 흉노에 투항하자 연나라 사람 위만은 조선으로 망명했고, 이는 위만조선의 기초를 이루었다.
노관의 처자는 고황후 생전에 흉노에서 한나라로 도망쳤다. 마침 병든 고황후는 노관의 처자를 용서하고 병이 낫거든 연회를 베풀려 했으나, 결국 낫지 못하고 죽었고 노관의 아내도 병들어 죽었다. 경제 6년(기원전 144년), 노관의 손자 노타지가 흉노에서 동호왕을 지내다가 한에 항복하여 아곡후가 되었다.

## 같이 보기
- 한왕 신
- 진희